# Nhện bè khổng lồ
Nhện bè khổng lồ hay nhện ăn cá khổng lồ (Danh pháp khoa học: Dolomedes plantarius) là một loài nhện trong họ Pisauridae Chúng sống tại các khu vực tại Norfolk và Suffolk, Anh, đang là nơi trú ngụ của hàng nghìn con nhện. Loài nhện lớn nhất nước Anh tăng vọt về số lượng sau khi được đưa tới môi trường sống mới. Trước đó, chúng từng nằm trong danh sách động vật có nguy cơ tuyệt chủng cho đến năm 2010. Những con nhện phát triển tốt ở khu bảo tồn. 

## Đặc điểm
Những con nhện khổng lồ ăn cá to bằng lòng bàn tay hay một con chuột xuất hiện ở nước Anh trong thời gian gần đây. Loài nhện khổng lồ ăn cá có đặc điểm là cơ thể không có lông, chân dài, thân đen và có vạch sọc màu kem đặc trưng dọc trên cơ thể. Chúng thích sống trong những mương rãnh và hồ nước ở vùng đất ngập. Mặc dù sở hữu thân hình khổng lồ đáng sợ, nhưng loài nhện lưỡng cư này không gây ra nguy hại cho con người. Chúng thường ăn các côn trùng như bọ nước và bọ dừa, nòng nọc sa giông gần trưởng thành và cá nhỏ.
Một số con nhện đẻ trứng hai lần mỗi năm. Những con nhện cái lớn có cơ thể dài 2,3 cm trong khi sải chân đạt 7 cm. Điểm đặc trưng của chúng là những vạch sọc màu kem trên cơ thể. Loài nhện khổng lồ này có thể đẻ tới 700 trứng mỗi lần dù rất ít trứng tồn tại. Chúng nuôi con non trong những chiếc mạng giống như pha lê. Chúng có môi trường thực vật phù hợp cùng với mương rãnh giúp ích cho việc tạo mạng nuôi con bên cạnh nguồn mồi săn dồi dào. Những con nhện đang mở rộng phạm vi sinh sống sang các mương rãnh mới.
Người dân tại thị trấn Cheshire, Anh đang lo lắng và hoảng sợ khi thấy sự xuất hiện của những con nhện khổng lồ. Loài nhện khổng lồ này có chân rất dài và khiến những người nhìn thấy nó lần đầu phải sợ hãi. Một số con nhện thậm chí có kích thước lớn như chuột. Thời tiết ẩm ướt trong mùa hè vừa qua đã làm tăng số lượng nhện. Chúng xuất hiện trong các căn nhà, nhà tắm và có thể xuất hiện ở bất cứ khu vực nào trong nhà. Người dân được cảnh báo không đụng trực tiếp vào những con nhện xâm lấn này.